# Újezd u Černé Hory
Újezd u Černé Hory – miejscowość i gmina (obec) w Czechach, w kraju południowomorawskim, w powiecie Blansko. W 2022 roku liczyła 275 mieszkańców.